# 雷诺应力
在流体动力学中，雷诺应力是流体中总应力张量的分量，该分量是通过对Navier-Stokes方程进行平均运算获得的，以解释流体动量的湍流波动。

## 定义
使用雷诺分解可以将流速场分为平均部分和波动部分。我们有
{\displaystyle u_{i}={\overline {u_{i}}}+u_{i}',\,}
{\displaystyle \mathbf {u} (\mathbf {x} ,t)}是具有分量的流速矢量{\displaystyle u_{i}}在里面{\displaystyle x_{i}}坐标方向（与{\displaystyle x_{i}}表示坐标向量的分量{\displaystyle \mathbf {x} } ）。平均速度{\displaystyle {\overline {u_{i}}}}由时间平均、空间平均或整体平均确定，具体取决于所研究的流量。更远{\displaystyle u'_{i}}表示速度的波动（湍流）部分。
我们考虑一种均质流体，其密度ρ被视为常数。对于这样的流体，雷诺应力张量的分量τ' ij定义为：
{\displaystyle \tau '_{ij}\equiv \rho \,{\overline {u'_{i}\,u'_{j}}},\,}
对于恒定密度，雷诺应力分量的另一个（经常使用）定义是：
{\displaystyle \tau ''_{ij}\equiv {\overline {u'_{i}\,u'_{j}}},\,}
它的量纲是速度的平方，而不是应力。

## 平均和雷诺应力
为了说明，使用笛卡尔向量索引表示法。为简单起见，考虑不可压缩流体：
给定流体速度{\displaystyle u_{i}}作为位置和时间的函数，将平均流体速度写为{\displaystyle {\overline {u_{i}}}}, 速度波动为{\displaystyle u'_{i}} .然后{\displaystyle u_{i}={\overline {u_{i}}}+u'_{i}} .

平均的传统集合规则是
{\displaystyle {\begin{aligned}{\overline {\bar {a}}}&={\bar {a}},\\{\overline {a+b}}&={\bar {a}}+{\bar {b}},\\{\overline {a{\bar {b}}}}&={\bar {a}}{\bar {b}}.\end{aligned}}}
将欧拉方程（流体动力学）或纳维-斯托克斯方程分为平均部分和波动部分。人们发现，在对流体方程进行平均后，右侧的应力出现了{\displaystyle \rho {\overline {u'_{i}u'_{j}}}} 的形式，这就是雷诺应力，通常写成{\displaystyle R_{ij}} ：
{\displaystyle R_{ij}\ \equiv \ \rho {\overline {u'_{i}u'_{j}}}}
这种应力的散度是由于湍流波动而作用在流体上的力的密度。